# Guy Kurt Lachmann
Pour les articles homonymes, voir Lachmann.
Guy Kurt Lachmann (né le 5 décembre 1906 à Neunkirchen (Sarre), mort le 11 novembre 1987 à Sarrebruck) est un résistant au nazisme germano-français. Il est le premier président de la police du protectorat de la Sarre.

## Biographie
Guy Kurt Lachmann était le fils de  Heinrich Lachmann, artisan de Neunkirchen, et Anna Mai. Le père dirige l'entreprise familiale Menesa, qui fabrique des articles ménagers et des pots en aluminium. Lachmann vient d'un milieu juif bourgeois et conservateur. Son père est l'un des rares officiers juifs à recevoir la croix de fer lors de la Première Guerre mondiale et est également membre du Parti populaire germano-sarrois. En protestation contre l'attitude conservatrice de ses parents, Lachmann est donc membre de la Reichsbanner Schwarz-Rot-Gold.
Après l'abitur au Realgymnasium de Neunkirchen, Lachmann étudie les sciences économiques à Francfort-sur-le-Main et à Strasbourg. En 1929, il devint secrétaire et directeur commercial de l'entreprise familiale. Après la mort de son père en 1931, décédé des suites de sa blessure de guerre, Lachmann reprend la direction de l'entreprise familiale. En plus de son travail, il s'implique dans le club sportif allemand de Neunkirchen, notamment en athlétisme. La menace de l'antisémitisme en Allemagne puis son application par le nazisme poussent Lachmann dans un engagement politique. Il intensifie son engagement au sein de la Reichsbanner et devient membre du Parti socialiste ouvrier d'Allemagne. Après l'annonce des résultats du vote à 90% d'une intégration de la Sarre dans le Troisième Reich, Lachmann émigre en France et s'installe à Colmar, où il travaille en tant que représentant de commerce pour un ancien client.
En juillet 1937, il reçoit la nationalité française et épouse Alice Netter. Le mariage donne un fils et une fille. Le 16 septembre 1939, Lachmann est enrôlé dans l'armée française. Le 12 juin 1940, il est grièvement blessé lors d'une escarmouche avec la Wehrmacht et fait prisonnier de guerre. Cependant, il évite l'amputation de sa jambe. Il prétend être Lorrain à la Geheime Feldpolizei et réussit à cacher ses racines juives. En novembre 1940, il est libéré et rejoint sa famille dans les Vosges. Il trouve un emploi dans une branche d'articles ménagers du groupe Peugeot à Montbéliard. Au plus tard en 1941, la Gestapo commence à le rechercher, ainsi que sa famille. Son frère Hans Lachmann est arrêté le 5 mai 1944 et transféré au camp de concentration de Neuengamme, où il est jusqu'à la fin de la guerre.
Guy Kurt Lachmann échappe à son arrestation. Depuis 1941, il est membre de la Résistance (nom de code: "George Latil"). Il est notamment membre des Francs-tireurs et partisans et occupe le poste de chef de section du Comité français de libération nationale. À partir de 1944, il est commandant des Forces françaises de l'intérieur.
Après la fin du nazisme en Allemagne en 1945, il est capitaine du général Pierre Kœnig, commandant brièvement le camp du Vernet, qui abrite à présent des prisonniers de guerre allemands. Cependant, la même année, il est détaché en Allemagne, où il est commandant de district à Sarrebourg le 10 juin 1945. Le 11 mars 1948, il devient président de la police du protectorat de la Sarre, poste qu'il occupe jusqu'au rejet du statut de la Sarre et du rattachement à la République fédérale d'Allemagne en 1957.
En 1956, il devient président de la Société Internationale de Pétrole et de Chimie à Strasbourg.